# Ehrlich (krater księżycowy)
Ehrlich – krater uderzeniowy na Księżycu, znajdujący się w północnej sferze niewidocznej strony Księżyca, pomiędzy kraterami Parsons i Guillaume. Jego nazwa pochodzi od niemieckiego chemika Paula Ehrlicha, laureata Nagrody Nobla za rok 1908.

## Satelickie kratery
Standardowo formacje te na mapach księżycowych oznacza się przez umieszczenie litery po tej stronie centralnego punktu krateru, która jest bliższa Ehrlichowi.
| Ehrlich | Szerokość | Długość  | Średnica |
| ------- | --------- | -------- | -------- |
| J       | 40,2° N   | 170,7° E | 25 km    |
| N       | 39,0° N   | 173,1° E | 19 km    |
| W       | 42,7° N   | 174,0° E | 26 km    |
| Z       | 42,2° N   | 172,4° E | 28 km    |